# Manuel de Copons i d'Esquerrer

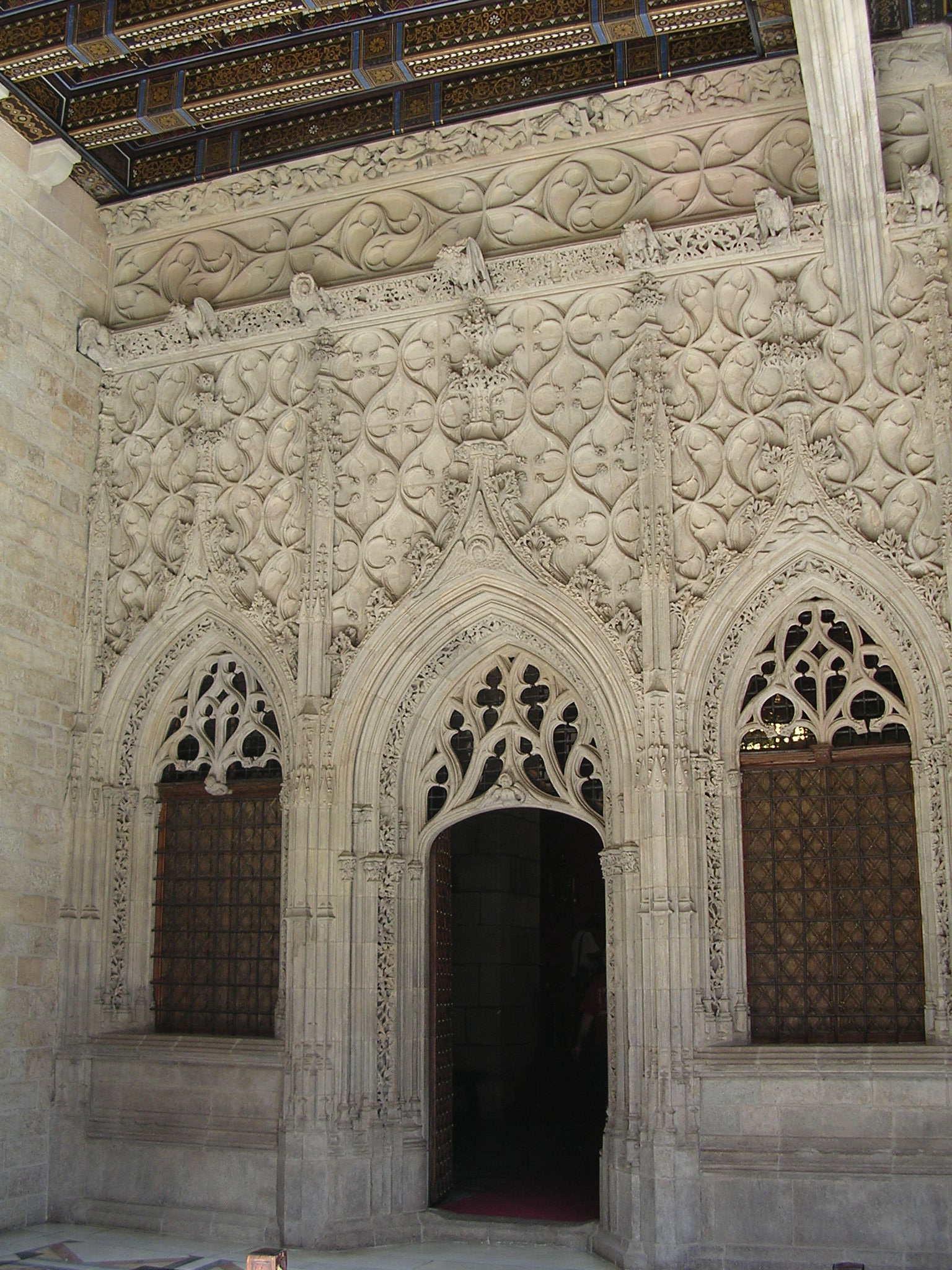
Capilla de San Jorge en el Palacio de la Generalidad de Cataluña.

Manuel de Copons y Esquerrer fue el 119.º Diputado Eclesiástico de la Diputación del General del Principado de Cataluña (1707 - 1710) en los años de la guerra contra Felipe V de España. Era hijo de Jacint de Copons i de Gay, quinto señor de Malmercat (Oidor del Brazo militar por la Veguería de Lérida) y de Magdalena Esquerrer. Era hermano de Josep de Copons y Esquerrer, barón de Malmercat y había sido camarero del monasterio de Santa María de Bañolas. El 1718 seguía como camarero del Monasterio de Bañolas y asistió como síndico al Capítulo General de los benedictinos. 

## Familia
Los Copons de Malmercat fueron una familia noble que participó significadamente en el bando del partido austracista. Su hermano Josep de Copons y de Esquerrer (1683-1738) sexto señor de Malmercat y presente en las Cortes de 1701 y 1705, se había casado con Isabel de Cordelles y Romanyer (primogénita de Feliciano de Cordellas, I marqués de San Martín de Mura) y fue patrón del Colegio de Cordellas en las Ramblas de Barcelona. 
Otro hermano, Plácido de Copons y de Esquerrer de Malmercat, era doctor en Derecho, Oyente de la Real Audiencia de Cataluña (Cortes 1701 y 1705).

## Tras la guerra
El virrey Francisco Antonio Fernández de Velasco i Tovar, para castigar a los considerados desafectos a los borbónicos hizo eliminar su nombre de las bolsas de insaculación inhabilitándolo así para ocupar los cargos públicos (incluido el de diputado de la Generalidad) para los que había sido propuesto. 
Fue nombrado por el Archiduque magistrado de la tercera Sala de la Real Audiencia, o Real Consejo. Fue uno de los "consejeros" enviados por la Diputación al diputado militar de la Generalidad Antoni Berenguer Novel que, junto con el general Rafael Nebot, mandaban el ejército organizado para organizar la resistencia del principado en agosto de 1713. La instrucción de la Generalidad decía:

«Instrucción para el Excmo. Sr. Diputado militar en la forma que se debe gobernar por el buen éxito de su incumbencia y conducta. Primero: Que habiéndose resuelto que los Sres. Marqués del Cubo, D. Plácido de Copons y Josep Pascual pasen a coadyuvar la expedición de V.E.F. y les consulte para su descanso y facilitar más las operaciones todo lo que sia concerniente al beneficio público y que sin consejo de dichos Sres. y del de D. Salvador Tamarit, D. Joseph Moragues y D. Ignasi Maranyosa o la mayor parte de ellos no obre cosa alguna.» Fechada en Barcelona el 25 de agosto de 1713.

Algunos historiadores hacen reseña de esta participación de "los Copons de Malmercat" y de los Cordelles en la lucha contra los felipistas:

«En la alta administración. entre los hombres de Carlos III de esta primera hora inmediatamente tras el asedio de Barcelona del 1705 vemos algunos de los viguenses (...), aunque no figure ninguno de los líderes revolucionarios. El mayor peso lo tuvieron los veteranos del antifelipismo (los Pinós, Lanuza, Torrelles, Terreno, Descatllar, Vilana, Copons, Cordelles, (...) gente que había destacado en las Cortes de 1701 del lado constitucionalista, que más tarde habían formado parte de la Conferencia del Comunes y que habían sido desinsaculados por virrey Velasco tras la conjura de 1704.»

| Predecesor: Josep Grau | Diputado Eclesiástico de la Diputación del General del Principado de Cataluña 1707–1710 | Sucesor: Francesc Antoni de Solanell i de Montellà |